# HMAS Nestor
HMAS „Nestor” (G02) – australijski niszczyciel z okresu II wojny światowej, należący do typu „N”, w służbie w latach 1941–1942. Został zatopiony  na Morzu Śródziemnym 16 czerwca 1942 podczas operacji Vigorous, na skutek ataku lotnictwa włoskiego. Był jedynym większym okrętem marynarki australijskiej, który nie odwiedził  w toku swej służby Australii.
Podczas służby okręt otrzymał trzy wyróżnienia bojowe (battle honours): za Atlantyk 1941, akcję przeciw Bismarckowi 1941 i konwoje maltańskie 1941.

## Budowa
Okręt zamówiono 15 kwietnia 1939 w ramach programu finansowego na 1939 rok. Stępkę pod budowę położono 26 lipca 1939 w stoczni Fairfield Shipbuilding and Engineering Company w Govan w Szkocji, kadłub wodowano 9 lipca 1940. Okręt budowany był dla marynarki brytyjskiej Royal Navy, jako HMS „Nestor” (nazwany tak od mitycznego wodza trojańskiego Nestora – trzeci brytyjski okręt o tej nazwie), lecz ostatecznie został wraz z 5 innymi okrętami tego typu przekazany przed ukończeniem 3 lutego 1941 Australijskiej Marynarce Wojennej, pozostając własnością rządu brytyjskiego i wszedł tego dnia formalnie do służby jako HMAS „Nestor”. Budowę ukończono 12 lutego 1941. W tej samej stoczni budowano też równocześnie niszczyciel HMAS „Napier” tego typu.

## Służba

### Skrót
„Nestor” służył od marca 1941, początkowo we Flocie Metropolii (Home Fleet). Brał udział w operacji przeciw pancernikowi „Bismarck” 22-28 maja 1941. W lipcu 1941 brał udział w eskorcie konwoju operacji Substance na Maltę. Od sierpnia 1941 bazował w Gibraltarze, skąd działał na Atlantyku i w akcjach floty na Morzu Śródziemnym. 15 grudnia 1941 zatopił okręt podwodny U-127 na Atlantyku.
W grudniu 1941 przeniesiony do Floty Śródziemnomorskiej w Aleksandrii. W styczniu 1942 skierowany na Ocean Indyjski, eskortował tam lotniskowiec HMS „Indomitable” i siły Floty Wschodniej. W czerwcu powrócił na Morze Śródziemne. Ciężko uszkodzony przez włoskie lotnictwo podczas operacji konwojowej na Maltę Vigorous 15 czerwca 1942, zatonął 16 czerwca 1942 dobity przez niszczyciel HMS „Javelin” po nieudanej próbie holowania.

### Morze Północne i Atlantyk 1941
„Nestor” osiągnął gotowość bojową w marcu 1941 i wszedł tymczasowo w skład 6. Flotylli Niszczycieli Floty Metropolii (Home Fleet). Przez pierwsze miesiące przeważnie eskortował konwoje i główne siły floty na wodach na północ od Wielkiej Brytanii, operując ze Scapa Flow.
7 maja wraz z innymi okrętami (krążowniki HMS „Manchester”, HMS „Birmingham” i HMS „Edinburgh” oraz niszczyciele HMAS „Nestor”, HMS „Bedouin”, HMS „Eskimo”, HMS „Somali”) wziął udział w operacji EB - przechwycenia niemieckiego statku rozpoznania pogodowego WBS-6 „München” w celu zdobycia tablic kodowych do maszyny szyfrującej Enigma.  Po przechwyceniu „München” przez niszczyciel „Somali”, „Nestor” został odesłany do Scapa Flow holując niemiecki okręt.
Od 22 maja 1941 wziął udział w operacji przeciw pancernikowi „Bismarck”, w osłonie pancernika HMS „King George V”. 25 maja został odłączony w celu uzupełnienia paliwa na Islandii, a później skierowany do Derry i nie powrócił do zespołu przed starciem z „Bismarckiem”. 28 maja eskortował powracające pancerniki „King George V” i „Rodney”.

### Morze Śródziemne i Atlantyk 1941
Od 13 lipca 1941 „Nestor” eskortował konwój WS-9C z Wielkiej Brytanii do Gibraltaru, po czym od 21 lipca eskortował ten konwój na Morzu Śródziemnym w ramach operacji zaopatrzeniowej dla Malty Substance. Podczas niej, 21 lipca, osłaniając lotniskowiec HMS „Ark Royal”, był atakowany przez włoski okręt podwodny „Diaspro” koło Bougie, lecz torpeda chybiła. Odpierał także silne ataki lotnicze. Następnie, 24 lipca wraz z krążownikiem przeciwlotniczym „Hermione”, odłączył się od konwoju w celu osłony uszkodzonego torpedą kutra MAS-533 statku „Sydney Star”, z którego przejął na pokład 467 osób żołnierzy i załogi. Ostatecznie „Sydney Star” doszedł wieczorem tego dnia na Maltę, tam też „Nestor” wyładował ponad 500 pasażerów. Powrócił następnie do Gibraltaru, skąd osłaniał konwoje i główne siły zespołu gibraltarskiego (Force H). Na przełomie lipca i sierpnia z głównymi siłami Zespołu H brał udział w operacji dywersyjnej dla odwrócenia uwagi od konwoju maltańskiego operacji Style.
Od 21 do 26 sierpnia brał udział w wypadzie głównych sił Zespołu H (pancernik HMS „Nelson”, lotniskowiec „Ark Royal”, krążownik „Hermione” i niszczyciele) zakończonego zbombardowaniem lasów na Sardynii (operacja Mincemeat), będącego jednocześnie przykryciem dla operacji stawiania min przez HMS „Manxman”.
Na przełomie sierpnia i września eskortował konwój WS-11 do Freetown, podczas którego został 11 września pod Bathurst uszkodzony przedwczesnym wybuchem własnej bomby głębinowej. 26 września wyruszył z Gibraltaru na remont do Devonport, trwający do 5 grudnia 1941, połączony z dodaniem działek 20 mm.
Na początku grudnia 15 grudnia 1941 „Nestor” zatopił niemiecki okręt podwodny U-127 koło przylądka św. Wincentego (36°28'N, 9°12'W).
„Nestor” został następnie przydzielony w skład Floty Śródziemnomorskiej, docierając 16 grudnia do Gibraltaru i 29 grudnia do Aleksandrii i wchodząc tam w skład 7. Flotylli Niszczycieli. Po drodze eskortował konwój 4 pustych statków powracających z Malty (konwój ME-8), atakowany przez lotnictwo 28 grudnia. W nocy 30/31 „Nestor” ostrzeliwał rejon Bardii (z krążownikiem HMS „Ajax” i niszczycielami „HMAS Napier”, „Gurkha” oraz „Foxhound”).

### Ocean Indyjski 1942
W styczniu 1942 wraz z „Napier” i „Nizam” został przerzucony na Ocean Indyjski, w skład Floty Wschodniej (Eastern Fleet), spotykając się 9 stycznia z lotniskowcem HMS „Indomitable” koło wysp Sokotra i stanowiąc odtąd jego eskortę. 21 stycznia zespół dotarł do atolu Addu. 28 stycznia niszczyciele eskortowały HMS „Indomitable”, który dostarczył lotem 48 myśliwców Hawker Hurricane 232. i 258. Dywizjonu RAF do Batawii (operacja Opponent).  „Indomitable” eskortowany przez „Nestor” i „Napier” operował w lutym rejonie Adenu i Port Sudan, po czym 6 marca dostarczył  Hurricane'y 30. i 261. Dywizjonu RAF na Cejlon.
Podczas japońskiego wypadu na Ocean Indyjski w kwietniu „Nestor” przydzielony został do Zespołu A („szybkiego”) Floty Wschodniej, lecz nie doszło do starć z przeciwnikiem. Operował w tym okresie z głównymi siłami floty z atolu Addu. W drugiej połowie kwietnia przeszedł krótki remont w Bombaju. W maju pełnił służbę konwojową z bazy Kilindini (Mombasa).

### Morze Śródziemne 1942

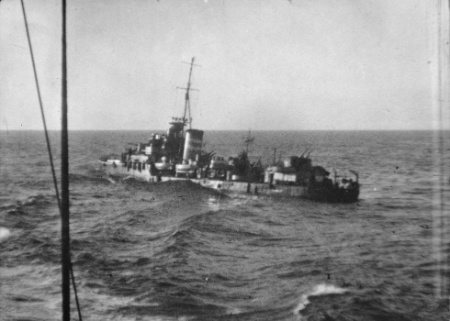
Porzucony i tonący „Nestor”, 16 czerwca 1942

W czerwcu 1942 „Nestor” powrócił wraz z pozostałymi australijskimi niszczycielami tego typu na Morze Śródziemne dla przeprowadzenia dużej operacji konwojowej Vigorous na Maltę. 15 czerwca 1942 został podczas niej ciężko uszkodzony przez lotnictwo (prawdopodobnie włoskie bombowce CANT Z.1007bis), na pozycji 33°36′N 24°30′E/33,600000 24,500000. Bliskie wybuchy bomb spowodowały uszkodzenie maszynowni i przecieki kadłuba w kotłowni (4 zabitych). „Nestor” został wzięty na hol przez niszczyciel HMS „Javelin”, ale z powodu pogłębiających się przecieków i dużej odległości do Aleksandrii (ok. 230 Mm), holowanie zarzucono i ok. 7 rano, 16 czerwca 1942 został dobity bombami głębinowymi przez „Javelin” i zatonął na pozycji 33°42′N 24°27′E/33,700000 24,450000. „Javelin” przejął załogę.

## Dowódcy:[8]
- 3. 01. 1941 - 20. 05. 1941 - Cdr. (kmdr por.) George Scott Stewart
- 20. 05. 1941 - 16. 06. 1942 - Cdr. (kmdr por.) Alvord Sydney Rosenthal

## Dane techniczne

### Uzbrojenie
- 6 dział 120 mm QF Mk XII na podwójnych podstawach CP Mk XIX, osłoniętych maskami (3xII)
  - długość lufy: L/45 (45 kalibrów), donośność maksymalna 15.520 m, kąt podniesienia +40°, masa pocisku 22,7 kg
- 1 działo plot 102 mm QF Mk V na podstawie HA Mk III[b]
  - długość lufy: L/45, kąt podniesienia +80°, masa pocisku 14,06 kg
- 4 automatyczne armaty przeciwlotnicze 40 mm Vickers Mk VIII („pom-pom”) poczwórnie sprzężone na podstawie Mk VII (1xIV)
- 4 automatyczne działka plot 20 mm Oerlikon 20 mm (4xI)
- 5 wyrzutni torpedowych 533 mm w aparacie torpedowym PR Mk II (2xV), 5 torped Mk IX
- 1 zrzutnia na 6 bomb i 2 miotacze bomb głębinowych (20 bomb głębinowych)

### Wyposażenie
- hydrolokator Asdic
- system kierowania ogniem artylerii: dalocelownik (DCT) i główny dalmierz (na nadbudówce dziobowej)
- radar dozoru ogólnego Typ 286 (na głównym maszcie), później Typ 291
- radar kierowania ogniem plot Typ 285 (na stanowisku dalmierza)